# Under Giant Trees
Under Giant Trees er et mini-album fra Efterklang
- Udgivet af: The Leaf Label & Rumraket
- Releasedato: 2. April 2007

## Spor
1. Falling Horses
2. Himmelbjerget
3. Hands Playing Butterfly
4. Towards the Bare Hill
5. JoJo